# Robert H. Gundry
Robert Horton Gundry (* 15. Oktober 1932) ist ein US-amerikanischer Bibelwissenschaftler. Er machte am Los Angeles Baptist College and Seminary seine beiden Bachelor (BA und BD). 1961 wurde er von der Universität Manchester promoviert (Ph.D.).
Gundry lehrte mehrere Jahrzehnte Neues Testament und neutestamentliches Griechisch am Westmont College in Santa Barbara, Kalifornien. Er beschäftigte sich eingehend mit eschatologischen Fragen (Wiederkunft Christi, Große Trübsal).
Gundry wurde prominentes Mitglied der Evangelical Theological Society (ETS) und unterzeichnete in diesem Zusammenhang auch die Chicago-Erklärung zur Irrtumslosigkeit der Bibel. Sein Kommentar zum Matthäusevangelium (1982) trug ihm den Vorwurf ein, die Irrtumslosigkeit in Frage zu stellen und bibelkritische Positionen zu vertreten.

## Werke

### Bücher zur Eschatologie
1973 veröffentlichte Gundry The Church and the Tribulation: A Biblical Examination of Posttribulationism. 1977 ließ er mit First the Antichrist: Why Christ Won’t Come Before The Antichrist Does ein weiteres Buch folgen, das sich der Auseinandersetzung um den Zeitpunkt der Wiederkunft Christi widmete.

### Der Matthäuskommentar
1982 erschien sein Matthäuskommentar (Matthew: A Commentary on His Literary and Theological Art). In diesem Werk stellte Gundry redaktionskritische Überlegungen an. Er versuchte auf diese Weise zu zeigen, dass Matthäus die Geschichte Jesu  den Erwartungen seiner intendierten Leser angepasst hatte. Besonders problematisch erschien manchen Gundrys These, Matthäus habe bei der Kindheitsgeschichte Jesu (Matthäus 1 und 2) unhistorische Zufügungen gemacht. Gundry war angefragt worden, diesen Band als Matthäuskommentar für den Expositor’s Bible Commentary beizusteuern, eine der großen evangelikalen Kommentarreihen der 1970er und 1980er Jahre. Gundrys Kommentar wurde allerdings vom Herausgeber Frank Gaebelein als nicht akzeptabel bewertet, und Gaebelein weigerte sich, ihn zu publizieren. An dessen Stelle wurde Donald A. Carson von der Trinity Evangelical Divinity School beauftragt, einen Matthäuskommentar zu verfassen.
Gundry argumentierte, sein Werk stelle die Irrtumslosigkeit des Matthäusevangeliums nicht in Abrede. Vielmehr müsse „Irrtumslosigkeit“ im Licht schriftstellerischer Absicht betrachtet werden. Matthäus konfrontiere den Leser mit „Historie, die mit Elementen durchmischt ist, die man nicht historisch in einem modernen Sinne nennen kann.“ Also solle das Buch des Matthäus nicht an Standards gemessen werden, denen moderne historische Geschichtsschreibung genügen muss, um es „irrtumslos“ nennen zu können. Andererseits „bekunde Lukas eine historische Absicht in einem Sinne, die moderner Geschichtsschreibung näherkommen“. Gundrys Sicht wurde von einem bedeutenden Teil des ETS unterstützt. Der Rat der ETS nahm sich der Sache an und gab Gundry zunächst sein Placet. Dennoch wurde gegen Gundry eine erfolgreiche Kampagne lanciert, angeführt von Norman Geisler. Im Dezember 1983 zog sich Gundry vom ETS zurück. Später kam es wieder zu einer Annäherung (s. unten: Kirchenpolitische Einstellung).

### Synoptische Frage
Gundrys Beitrag zur synoptischen Frage bestand im Nachweis, dass Lukas das Matthäusevangelium gekannt haben müsse, was der gängigen Zweiquellentheorie zuwiderläuft.

### Einführung ins Neue Testament
Gundrys Survey of the New Testament erschien 2012 bereits in 5. Auflage. Das Buch ist konzipiert als Einführung ins Neue Testament für Theologiestudierende und als Anleitung zum Selbststudium.

## Kirchenpolitische Einstellung
Im Herbst 2001 brachte Gundry an der ETS in seinem Vortrag „Jesus the Word According to John the Sectarian“ angesichts der Verweltlichungstendenzen zum Ausdruck, dass „unsere Umstände nach der Christologie des Wortes des Johannes rufen, nach einer ,sektiererischen’ (‚sectarian‘) Wende des Evangelikalismus, eine Rückkehr – mutatis mutandis – zum Fundamentalismus der ‚Fundamentals‘ und ihrer Autoren genau zu Beginn des 20. Jahrhunderts.“